# José Roberto Burnier
José Roberto Sartori Burnier Pessoa de Mello (Campinas, 3 de novembro de 1960) é um jornalista brasileiro. Atualmente trabalha na TV Globo São Paulo, onde apresenta o SPTV 2ª Edição. Em 17 de julho  de 2019, se afastou do programa para seguir tratamento médico após ser diagnosticado com câncer de boca, retornando à 6 de janeiro de 2020.

## Biografia
Formado em rádio e televisão pela Fundação Armando Álvares Penteado, José Roberto Burnier teve seu primeiro estágio na EPTV Campinas, afiliada da TV Globo, em 1983. De lá chegou a produzir, durante dois anos, matérias que foram veiculadas nos telejornais que iam ao ar em Rede Nacional, inclusive no Jornal Nacional.
Burnier começou a trabalhar no Globo Rural no início de 1986. Dois anos depois, deixou o Globo Rural e foi para a redação do jornalismo de São Paulo. Também trabalhou em Brasília, quando participou da cobertura da Assembléia Constituinte e da eleição presidencial brasileira de 1989, quando foi escalado para acompanhar a campanha de Luiz Inácio Lula da Silva. Desde então, esteve envolvido nas coberturas de todas as eleições presidenciais.
Trabalhou na cobertura jornalística do assassinato de 111 detentos pela polícia militar no presídio do Carandiru, sendo, ainda em 1992, o responsável pelo Globo Repórter especial sobre o que ficou conhecido como o massacre do Carandiru. Burnier foi editor-chefe e âncora do telejornal Bom Dia São Paulo entre 1994 e 1996. Nessa época, acompanhou a chegada do corpo de Ayrton Senna, o cortejo pelas ruas de São Paulo, e o enterro do piloto. Em 2000 voltou a apresentar o Bom Dia São Paulo e consequentemente passou a apresentar também o Bom Dia Brasil como co-apresentador.
Tornou-se o primeiro correspondente fixo da TV Globo em Buenos Aires em fevereiro de 2004. Burnier, neste posto, cobriu importantes eventos ocorridos na América Latina, como o plebiscito de revogação do mandato do presidente venezuelano Hugo Chávez, em dezembro de 2004, e a eleição do presidente boliviano Evo Morales, em dezembro de 2005. Retornou ao Brasil em 2006.
Dentre suas principais coberturas, destacam-se, o acompanhou do julgamento de Suzane Richthofen e dos irmãos Cravinhos, acusados pelo assassinato dos pais da jovem, a onda de violência em São Paulo em abril de 2006, a queda do avião da TAM em 2007, e o assassinato de Isabela Nardoni em março de 2008. Cobriu ainda, de 22 a 27 de março de 2010, o julgamento do casal Alexandre Nardoni e Anna Carolina Jatobá,condenados pela morte de Isabella Nardoni,morta em 29 de Março de 2008. e o Julgamento de Lindemberg Alves, acusado de matar a menina Eloá em outubro de 2008. Também esteve na equipe que noticiou a morte de Eduardo Campos em um acidente de avião, inclusive sendo vítima de falsa testemunha. Em Julho de 2018, Burnier deixou a reportagem do Jornal Nacional e foi para GloboNews para comandar um telejornal matinal, o GloboNews em Ponto. Em março de 2020, por conta da Pandemia de covid-19, José Roberto Burnier e outros jornalistas da Globo com mais de 60 anos são afastados das atividades, só podendo retornar aps trabalhos após a vacinação em duas doses da vacina. Burnier, entretanto, retoma as atividades em junho de 2021 e passa a apresentar o novo programa da emissora o Conexão GloboNews ao lado de Camila Bomfim e Leilane Neubarth, deixando o "Globonews Em Ponto a cargo da Julia Duailibi.
Em 26 de abril de 2022, Burnier foi confirmado como novo apresentador titular do SP2, após o anúncio da saída de Carlos Tramontina da TV Globo São Paulo. Em 11 de julho de 2022, estreou como apresentador eventual do Jornal da Globo.
Em 29 de dezembro de 2023, Burnier sofreu um infarto logo após a apresentação do SP2 e precisou passar por uma por uma angioplastia para obstruções das artérias do coração através de um cateterismo. Tudo sob orientação do Dr. Kalil no Hospital Sírio-Libanês, na capital paulista.

## Filmografia
| Ano           | Nome                | Emissora                      | Cargo          |
| ------------- | ------------------- | ----------------------------- | -------------- |
| 1983-1986     | Jornal Regional     | EPTV Campinas                 | Repórter       |
| 1986-1988     | Globo Rural         | TV Globo                      | Repórter       |
| 1988-1994     | Jornal Nacional     | TV Globo                      | Repórter       |
| 1991-1999     | Globo Comunidade SP | TV Globo São Paulo            | Apresentador   |
| 1994-1996     | Bom Dia São Paulo   | TV Globo São Paulo            | Apresentador   |
| 1996-2000     | SPTV                | TV Globo São Paulo            | Repórter       |
| 2000          | SPTV                | TV Globo São Paulo            | Apresentador   |
| 2000          | Bom Dia Brasil      | TV Globo                      | Apresentador   |
| 2000-2004     | Bom Dia São Paulo   | TV Globo São Paulo            | Apresentador   |
| 2004-2006     | Jornal Nacional     | TV Globo                      | Correspondente |
| 2006-2018     | Vários telejornais  | TV Globo São Paulo / TV Globo | Repórter       |
| 2018-2020     | GloboNews em Ponto  | GloboNews                     | Apresentador   |
| 2021-2022     | Conexão GloboNews   | GloboNews                     | Apresentador   |
| 2022-presente | SPTV                | TV Globo São Paulo            | Apresentador   |